# 栗原駅
栗原駅（くりはらえき）は、かつて広島県尾道市栗原町8522に位置していた、尾道鉄道の駅（廃駅）である。

## 概要
相対式ホーム2面2線の地上駅で、交換可能駅でもあった。また、木造の待合室も設けてあった。廃止直前のころには、日中の時間帯は当駅のみで離合していたという。

## 歴史
- 1925年（大正14年）11月1日：開業。
- 1964年（昭和39年）8月1日：尾道鉄道の廃止に伴い閉鎖。

## 駅周辺
※廃止後に開業した施設を含む。
- 山陽新幹線 新尾道駅 - 当駅跡地からは約400mの距離にある。
- 国道2号 栗原インターチェンジ
- 尾道市総合福祉センター
- 尾道市立栗原小学校
- 栗原幼稚園
- 栗原駅駅前通り跡
- 善照寺（当駅跡）
- おのみちバス・中国バス「亀川」バス停（広島県道363号栗原長江線・栗原通り）

## 現状
尾道鉄道廃止後、駅跡は善照寺となっている。

## 隣の駅
尾道鉄道
尾道鉄道線
宮ノ前駅 - 栗原駅 - 尾道高校下駅